# Gdov

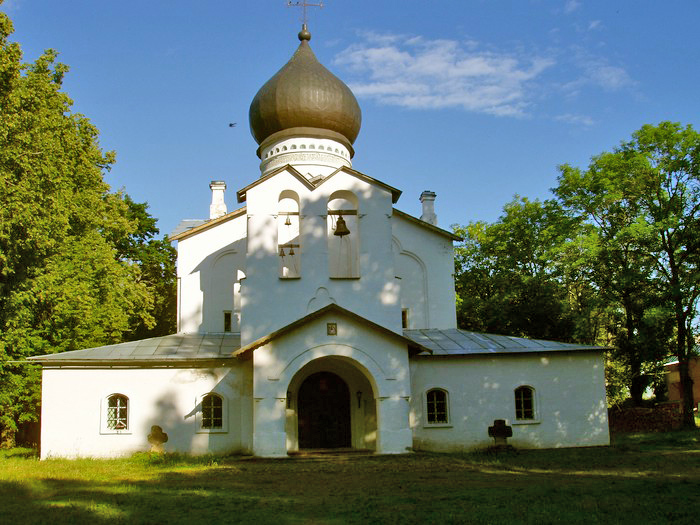
Igreja de Derzhavnaya Mãe de Deus, século XV (destruída durante a Segunda Guerra], restaurada nos anos 80).

Gdov (ou Gdóvia; em russo: Гдов; romaniz.: Gdov) é uma cidade localizada no Óblast de Pescóvia, Rússia. Está situada às margens do rio Gdovka, apenas dois quilômetros de sua foz no Lago Peipus.
Gdov foi funda do século XIV, como um posto avançado para proteção da cidade de Pescóvia. Entre 1431 e 1434, foi construída uma fortaleza no local, suas ruínas podem ser vistas até  hoje. A cidade foi atacada em várias ocasiões pelos suecos e poloneses mas finalmente retornou à Rússia em 1617.
Em 1780, Gdov formalmente adquiriu o status de cidade, seu brasão foi conferido em  28 de maio de 1781.

## Pessoas notáveis
- Hieromartyr Benjamin, bispo de Gdov
- Arcebispo Dimitry de Gdov (ou Demetrius) (preso em 1929, com 75 anos; assassinado em 1938 após 8 anos de confinamento solitário na prisão de Yaroslavl)